# Isidora Zegers
Pour les articles homonymes, voir Zegers.
Isidora Zegers Montenegro (aussi connue sous les noms d'Isidora Zegers de Huneeus et d'Isidora Zegers), née le 1er janvier 1803 à Madrid et morte le 14 juillet 1869, est une artiste et compositrice espagnole. Elle est connue pour son apport à la culture chilienne au XIXe siècle.

## Biographie
Isidora Zegers est née à Madrid. Elle étudia le chant, la harpe, le piano et la composition à Paris puis partit pour le Chili en 1823 avec son père, qui avait été engagé par le ministère des Affaires étrangères.
Zegers se maria deux fois. En 1826 elle épousa le colonel William Vic Tupper, qui mourut lors de la bataille du Lircay. En 1835 elle se maria avec Jorge Huneeus. Elle eut deux enfants de ses mariages, dont l'un est l'avocat et politicien chilien Jorge Huneeus Zegers (es) (1835-1889).
C'est chez elle à Talca, en 1835, que se rencontrent Johann Moritz Rugendas et Carmen Arriagada qui entretiendra à partir de là une longue correspondance amoureuse avec le peintre.
En 1852 Zegers fut nommée présidente honoraire de l'Académie nationale de musique. En 1826 elle créa la société philharmonique de Santiago. De plus elle participa à des œuvres de charité en tant que chanteuse et organisa des évènements musicaux.
À cause d'une maladie douloureuse elle déménagea dans la ville de Copiapó en 1862, cherchant un meilleur climat pour sa santé. Elle meurt le 17 juillet 1869,.

## Œuvres
Les œuvres d'Isidora Zegers sont pour voix et piano ou piano seul et datent principalement de ses années à Paris ; certaines sont en français. Elle composa cinq pièces durant ses années au Chili
- Figure de Trenis
- La Bedlam
- La Camilla
- La Mercedes y Le Calif de Bagdad
- Valze per Maximino
- Romance
- Les regrets d'une bergère
- La coquette fixée
- La Absence y Les tombeau violés

Ses œuvres ont été enregistrées et se trouvent en CD :
Isidora Zegers y su tiempo